# Balacra fontainei
Balacra fontainei är en fjärilsart som beskrevs av Sergius G. Kiriakoff 1953. Balacra fontainei ingår i släktet Balacra och familjen björnspinnare. Inga underarter finns listade i Catalogue of Life.